# Municipio de Broadland
El municipio de Broadland (en inglés: Broadland Township) es un municipio ubicado en el condado de Beadle en el estado estadounidense de Dakota del Sur. En el año 2010 tenía una población de 48 habitantes y una densidad poblacional de 0,52 personas por km².

## Geografía
El municipio de Broadland se encuentra ubicado en las coordenadas 44°30′31″N 98°23′44″O / 44.50861, -98.39556. Según la Oficina del Censo de los Estados Unidos, el municipio tiene una superficie total de 92.88 km², de la cual 92,81 km² corresponden a tierra firme y (0,08 %) 0,07 km² es agua.

## Demografía
Según el censo de 2010, había 48 personas residiendo en el municipio de Broadland. La densidad de población era de 0,52 hab./km². De los 48 habitantes, el municipio de Broadland estaba compuesto por el 100 % blancos. Del total de la población el 0 % eran hispanos o latinos de cualquier raza.